# Jesse van Kartli
Jesse (Georgisch:იესე, Iese), zijn moslim naam was Ali-Quli Khan en Mustafa Pasja (1680 of 1681 - 1727), uit het huis Bagrationi, was koning van Kartlië (Oost-Georgië), als een Safavidische Perziër en dan als een Ottomaanse wali respectievelijk van 1714 tot 1716 en van 1724 tot aan zijn dood.

## Huwelijk en kinderen
In 1712 trouwde hij met zijn eerste vrouw Mariam geboren Qaplanishvili-Orbeliani ze hadden één zoon die zijn moeder overleefde Archil
In 1715 hertrouwde hij met Elene dochter van Heraclius I van Kachetië samen kregen zij zes zoons en twee dochter. Een zoon die Katholikos-patriarch van Geheel Georgië zou worden en Alexander grootvader van Pjotr Bagration een Russische generaal in de Franse revolutionaire en napoleontische oorlogen.